# U-804
 U-804  — немецкая подводная лодка типа IXC/40, времён Второй мировой войны. 
Заказ на постройку субмарины был отдан 7 декабря 1940 года. Лодка была заложена 1 декабря 1942 года на верфи судостроительной компании «Seebeck» в Бремене под строительным номером 362, спущена на воду 1 апреля 1943 года, 4 декабря 1943 года под командованием оберлейтенанта Герберта Мейера вошла в состав учебной 4-й флотилии. 1 июля 1944 года вошла в состав 10-й флотилии. 1 октября 1944 года вошла в состав 33-й флотилии. Лодка совершила	2 боевых похода, потопила один военный корабль водоизмещением 1300 т. Потоплена 9 апреля 1945 года в проливе Каттегат в районе с координатами 57°58′ с. ш. 11°15′ в. д. ракетами с 13 британских самолётов типа Москито 13. Все 55 членов экипажа погибли. 